# Yoshitoki Ōima
Yoshitoki Ōima (大今 良時 Ōima Yoshitoki?, Ōgaki, 15 de marzo de 1989) es una dibujante y escritora de manga japonesa, conocida por sus series de manga Koe no Katachi y Fumetsu no Anata e.

## Biografía
Ōima nació el 15 de marzo de 1989 en Ōgaki, Japón como tercera hija de una madre intérprete de lenguaje de señas y tiene una hermana y un hermano mayor. Debido al trabajo de su madre como intérprete de lenguaje de señas, Ōima se inspiró para escribir la serie de manga Koe no Katachi, donde recibió ayuda de su madre y su hermana para trabajar en la serie.
Su primer manga fue Mardock Scramble, que fue una adaptación de la novela homónima escrita por Tow Ubukata y fue lanzada en 2009. También fue responsable de una ilustración de la secuencia final del noveno episodio de Shingeki no Kyojin. Después de su éxito con Koe no Katachi, Yoshitoki Ōima trabajó junto a otros mangakas en un obra colaborativa llamada Ore no 100-wame!!, donde un grupo de artista crean el capítulo 100 de un manga sin crear los 99 previos. En 2016, Yoshitoki Ōima lanzó su tercera serie manga bajo el nombre de Fumetsu no Anata e.
En 2015, Yoshitoki Ōima ganó el Premio al Nuevo Creador por Koe no Katachi en el Premio Cultural Tezuka Osamu. Koe no Katachi fue nominada a un premio Eisner un año después, el Premio Rudolf-Dirks y el Premio Max & Moritz en 2017 y 2018. En 2018 ganó en Japan Expo recibió los premios el Daruma d′Or Manga por Koe no Katachi y el Daruma de la Meilleure Nouvelle Série por Fumetsu no Anata e.

## Obras
- Mardock Scramble (2009-2012, serializado en la revista Bessatsu Shōnen)
- Koe no Katachi (2013-2014, serializado en la revista Weekly Shōnen)
- Ore no 100-wame !! (junto a otros artistas de manga) (2015)
- Fumetsu no Anata e (2016-2025, serializado en la revista Weekly Shōnen)

## Adaptación de sus obras
Su manga Koe no Katachi tuvo una adaptación a una película animada homónima, producida por el estudio Kyoto Animation, dirigida por Naoko Yamada, el guion a cargo de Reiko Yoshida, el diseño de personajes de Futoshi Nishiya, con música de Kensuke Ushio y fue estrenada en los cines de Japón el día 16 de septiembre de 2016. Mientras que su manga Fumetsu no Anata e fue adaptada en una serie de anime, producida por el estudio Brain's Base, dirigido por Masahiko Murata, con guion de Shinzō Fujita, diseño de personajes por Koji Yabuno, música Ryo Kawasaki, que originalmente iba a ser estrenada en octubre de 2020 y que fue pospuesto por la pandemia del COVID-19, siendo finalmente estrenada el 12 de abril de 2021.

## Reconocimientos
- Premio Cultural Tezuka Osamu[4]
  - 2015: Premio al Nuevo Creador  para Koe no Katachi (ganadora)
- Manga Taishō
  - 2015: Manga por Koe no Katachi (nominada')[14]
  - 2018: Manga por Fumetsu no Anata e (nominada)[15]
- Premios Eisner[5]
  - 2016: Mejor edición estadounidense de material internacional: Asia para  A Silent Voice (nominada)
- Premios Rudolf Dirks[6]
  - 2017: Mejor guiónn (Asia) para Koe no Katachi (ganadora)
- Premio Max & Moritz[7]
  - 2018: Para Koe no Katachi (nominada')
- Japan Expo
  - 2018: Daruma d′Or Manga para Koe no Katachi (ganadora)[8]
  - 2018: Daruma de la Meilleure Nouvelle Série para Fumetsu no Anata e (ganadora)[9]